# Vorsma
Vorsma (en russe : Ворсма) est une ville de l'oblast de Nijni Novgorod, en Russie. Elle dépend du raïon de Pavlovo. Sa population s'élevait à 11 226 habitants en 2013.

## Géographie
Vorsma est arrosée par la rivière Kichma, un affluent de l'Oka, et se trouve à 14 km au sud-ouest de Pavlovo, centre du raïon dont elle fait partie, à 59 km au sud-ouest de Nijni Novgorod et à 354 km à l'est de Moscou.

## Histoire
La première mention du village de Vorsma remonte au XVIe siècle. Au XVIIIe siècle, Vorsma est un important centre d'artisanat métallurgique: l'impératrice Catherine la Grande, par son oukaze du 7 septembre 1761, libère les villages de Vorsma et de Pavlovo du devoir permanent afin d'encourager le développement de l'industrie de la serrurerie et accorde aux paysans le droit de commercer dans tout l'Empire russe sans certificats spéciaux. Par décret du comte P.B. Cheremetiev en 1766, une fabrique de serrurerie est fondée pour la production d'armes à feu, de couteaux, de pinces, de serrures et d'autres articles en fer. En 1810, le comte Cheremetiev fait don de 1 200 fusils à l'empereur Alexandre Ier, et en 1813, pour la guerre contre les armées napoléoniennes, il fait don de 2 000 autres fusils et 1 500 sabres. L'usine Zavialov pour la fabrication d'instruments en laiton est établie en 1820 par Ivan Gavrilovitch Zavialov. En 1835, Zavialov reçoit de Nicolas Ier 5 000 roubles, un caftan avec une ceinture d'or et une médaille avec l'inscription « pour l'utilité » à porter sur le ruban de l'ordre de Sainte-Anne. En 1843, il reçoit une grande médaille d'argent à l'exposition industrielle de Moscou et en 1862, l'usine est gratifiée d'une médaille à l'exposition universelle de Londres « pour d'excellents modèles de couverts en acier ». Pendant la guerre de Crimée, l'usine de Vorsma commence à produire des instruments chirurgicaux destinés aux hôpitaux de campagne.
Vorsma reçoit le statut de commune urbaine en 1927 et celui de ville en 1955. L'église Notre-Dame-de-Kazan (qui dépend aujourd'hui de l'éparchie de Vyksa) est rouverte au culte en 1955.
À l'époque soviétique, l'économie de la ville est surtout tournée autour de deux usines, celle de Lénine qui fabrique des instruments chirurgicaux, et celle d'Octobre (Oktiabr) qui produit des couverts en métal, couteaux et canifs, ainsi que des couteaux pour l'armée, etc.

## Population
Recensements (*) ou estimations de la population
| 1897* | 1926* | 1939* | 1959*  | 1970*  | 1979*  |
| ----- | ----- | ----- | ------ | ------ | ------ |
| 4 700 | 5 435 | 9 400 | 10 856 | 12 965 | 13 968 |

| 1989*  | 2002*  | 2010*  | 2012   | 2013   | 2014   |
| ------ | ------ | ------ | ------ | ------ | ------ |
| 13 648 | 12 629 | 11 620 | 11 409 | 11 226 | 10 989 |

| 2017   | 2021   | - | - | - | - |
| ------ | ------ | - | - | - | - |
| 10 589 | 10 162 | - | - | - | - |

## Économie

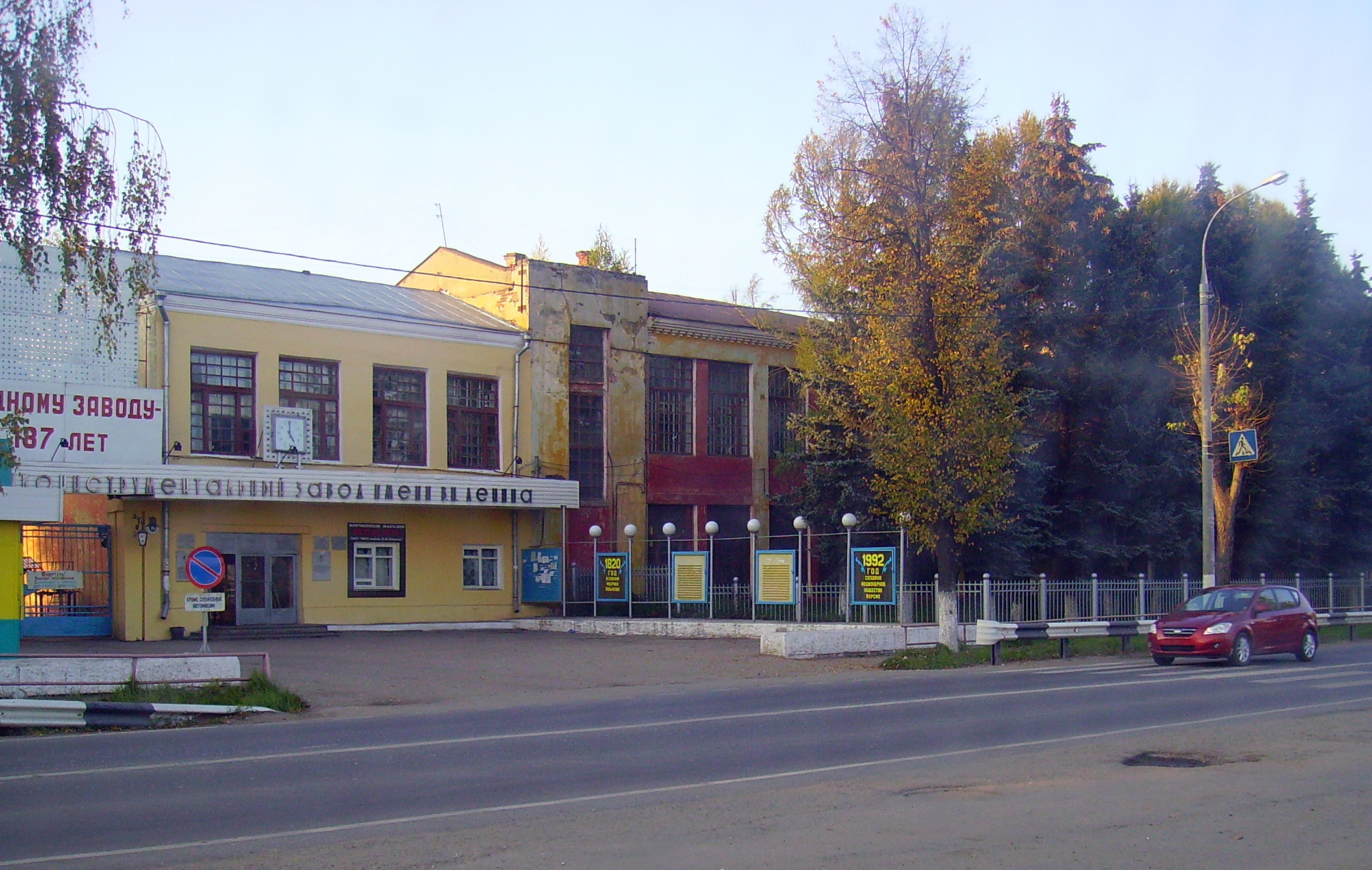
L'usine d'instruments médicaux de Vorsma.

La principale entreprise de Vorsma est : AOOT Mediko-instroumentalny Zavod imeni V.I. Lénine (АООТ "Медико-инструментальный завод им. В.И. Ленина"), qui fabrique des instruments médicaux.

## Patrimoine
- Monastère de la Sainte-Trinité de l'Île-du-Lac